# Michael Woodley
Michael Anthony Woodley de Menie, el joven, (en inglés: Michael A. Woodley of Menie, Younger.; Guilford, 16 de mayo de 1984) es un académico, psicólogo, ecólogo y aristócrata escocés, heredero del título de Barón de Menie. 
Estudio su pregrado en Universidad de Columbia y se doctoró en la Universidad de Londres. Fue parte de numerosos planteles académicos en Europa, pero gran parte de su carrera ha transcurrido en la Universidad Libre de Bruselas, de la que es investigador permanente en el Centro Leo Apostel desde 2013.
En 2018 escribió junto al antropólogo Edward Dutton, un libro sobre la decadencia del mundo blanco titulado At Our Wits’ End: Why We’re Becoming Less Intelligent and What it Means for the Future (En el fin de nuestro ingenio: Porqué nos estamos volviendo menos inteligentes y que significa para el futuro).
Es conocido por sus controvertidas publicaciones sobre temas como la eugenesia, raza e inteligencia y heredabilidad de la inteligencia. Se suma a eso, su participación en la Conferencia de Inteligencia de Londres en 2018.
Es parte del comité editorial de la agrupación científica Sociedad Internacional para la Investigación de la Inteligencia y recientemente es el sexto colaborador más frecuente de la revista académica (revisada por pares) Intelligence, revista que ha sido descrita como líder en la investigación en inteligencia.

## Primeros años y estudios
Woodley nació en Guilford, Inglaterra, dentro una familia aristocrática escocesa, hijo mayor de Caroline Cuthbertson y Michael Woodley de Menie 28.º Barón de Menie. Es heredero de dicho título.
Por parte de padre está relacionado al famoso ingeniero industrial William Ritchie, fundador de la empresa Grant, Ritchie and Company. Por parte materna, está relacionado con Lauren Cuthbertson, una bailarina principal del Ballet Real, y el profesor de macroeconomía Keith Cuthbertson, con trayectoria en numerosas universidades europeas y que actualmente es parte del plantel académico del Cass Business School de la Universidad de Londres.
A los 20 años conenzó sus estudios de Biología ambiental en la Universidad de Columbia en New York, Estados Unidos y en 2007 recibió su B.A. Ese mismo año volvió al Reino Unido a estudiar un doctorado (Ph.D.) en Ecología en el Royal Holloway de la Universidad de Londres que completó a los 26 años con una tesis titulada On the community ecology of arabidopsis thaliana (Columbia 0): an experimental investigation into the domains of co-existence, competition and life history.
Trabajó como académico independiente desde 2011 y 2013 mientras pasaba periodos en Arizona y el Reino Unido de manera intermitente. De febrero de 2013 a febrero de 2014 fue investigador en el área de genética y comportamiento humano en la Universidad de Umea,. Desesde 2015 es investigador en la Universidad Tecnológica de Chemnitz y desde 2013 es investigador permanente en la Universidad Libre de Bruselas.
Paralelamente es escritor independiente, siendo autor de un libro y coautor de otros 4. Es colaborador frecuente de la revista Mankind Quarterly, una publicación antropológica dedicada al estudio de las diferencias en inteligencia y comportamiento entre las distintas razas humanas e Intelligence, revista revisada-por-pares que ha sido acusada de promover la idea de existencia de razas humanas y tono eugenista.

## Investigaciones

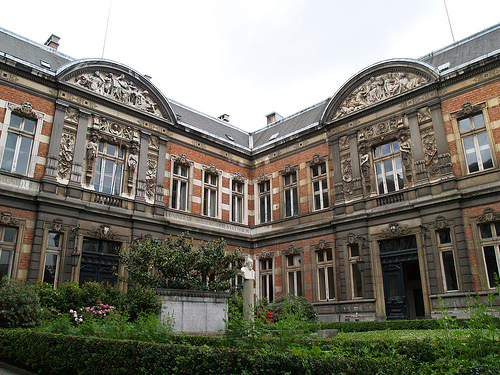
Universidad Libre de Bruselas (de habla neerlandesa), en la que Woodley trabaja desde 2013.

Pese a que su formación universitaria estaba relacionada al medio ambiente y a animales no-humanos, su trabajo como investigador gira en torno a la psicometría y la antropología física. Sus aportes más notables a la psicología son:

### Diferenciación cognitiva-Esfuerzo de integración
Que se refiere a la atenuación sistemática de las correlaciones entre los diferentes componentes de la inteligencia humana por velocidades de LH más lentas.
En 2011, Woodley de Menie publicó un notable metanálisis de casi todos los datos disponibles en ese momento sobre la relación entre el factor general de la inteligencia (g) y el factor general de la estrategia de LH (K), sin encontrar una relación significativa o sustancial en absoluto. Este metanálisis contradijo las predicciones previas de los teóricos de la LH humana, como J. Philippe Rushton, quien argumentó que g y K deberían asociarse positivamente en el nivel de las diferencias individuales -lo que significa que los niveles más altos de g deberían ir más lentamente que la velocidad de LH (es decir, mayores niveles de K). 
Esta predicción fue razonable dado que las velocidades más lentas de LH se correlacionan positivamente con el tamaño del cerebro en muchas especies animales no humanas. Sin embargo, casi todos los laboratorios psicométricos en el mundo que han investigado la relación entre g y K han fallado en encontrar asociación sustancial entre estas variables en el nivel de diferencias-individuales en humanos, lo que en cierta medida respalda el hallazgo metaanalítico de Woodley of Menie. 
El Laboratorio de Etología y Psicología Evolutiva (EEP) de la Universidad de Arizona realizó la mayor parte de esta investigación y no pudo encontrar una correlación apreciable entre g y K. El metanálisis de EEP en esta investigación arrojó una correlación insignificante, pero positiva y estadísticamente significativa entre g y K. 
Woodley hizo una predicción arriesgada con respecto a la verdadera naturaleza de la relación entre g y K. Esta predicción se llamó Hipótesis de diferenciación cognitiva-Esfuerzo de integración (CD-IE). Esta hipótesis propuso que los niveles más altos de K pueden no influir mucho en los niveles absolutos de g, pero en cambio atenúa la fuerza de la variedad positiva de correlaciones entre los indicadores que constituyen el factor común de g. Para probar esta teoría, se contactó con el laboratorio de EEP-UA que había acumulado la preponderancia de los datos de confirmación antes mencionados, y poco después publicó cuatro pruebas empíricas exitosas que demostraron y replicaron el efecto CD-IE.
Ese mismo año -2013- el mismo equipo extendió esta teoría para aplicarla a la fuerza de la multiplicidad positiva de correlaciones entre los indicadores de K, mostrando que los valores más altos de K tienden a disminuir las cargas de ese factor común entre sus propios indicadores constituyentes (rasgos de LH); La ley de Spearman de rendimientos decrecientes (SLODR) identifica un fenómeno análogo en el caso de g. Esta generalización teórica se denominó Hipótesis de Diferenciación estratégica-Esfuerzo de integración (SD-IE), en contraste con la cognitiva previamente propuesta por Woodley. La primera hipótesis fue respaldada de inmediato por la evidencia convergente de múltiples replicaciones exitosas, que se informó en una publicación que también validó de forma cruzada el SD-IE en varias muestras demográficamente heterogéneas.

### El modelo de co-ocurrencia de tendencias seculares en la inteligencia humana
Que resuelve la paradoja de Cattell, o la incongruencia aparente entre las observaciones de la selección persistente contra la inteligencia (que es altamente heredable) y el aumento del rendimiento de la prueba de CI a lo largo del tiempo (es decir, el efecto Flynn).
Desde su introducción a principios de la década de 2010, su Modelo de la Co-Ocurrencia ha sido motivo de amplia investigación empírica y ha estimulado una gran controversia.

### El Modelo de Amplificación deEpistasisSocial
Que postula que se han acumulado mutaciones perjudiciales en ciertas poblaciones debido a la relajación de la selección purificadora durante el tiempo histórico reciente, y algunas de estas mutaciones son "rencorosas", es decir, que tienen el potencial de reducir la condición física de los organismos que no los transportan a través de transacciones gen-gen interorganismos, es decir, la epistasis social, y por lo tanto socavan la condición física a nivel de grupo de poblaciones completas.

## Controversia por la Conferencia de Inteligencia de Londres 2018
En 2018, Woodley de Menie fue criticado por su participación en la polémica Conferencia de Inteligencia de Londres, donde escribió un artículo con el editor en jefe de Mankind Quarterly, Gerhard Meisenberg. Posteriormente organizó una respuesta formal a la controversia que fue firmada por otros catorce asistentes académicos y fue publicada en la revista Intelligence.

## Libros

### Libros propios
- In the wake of Bernard Heuvelmans : an introduction to the history and future of sea serpent classification. Centre for Fortean Zoology. 2008. ISBN 978-1905723201.

### Libros coescritos
- Historical variability in heritable general intelligence: Its evolutionary origins and socio-cultural consequences. Univ. of Buckingham Press. 2013. ISBN 978-1908684264. (Junto a Aurelio Figueredo)
- The rhythm of the west: A biohistory of the modern era, ad 1600 to present. Council for Social and Economic Studies. 2017. ISBN 978-1878465498. (Junto a Aurelio Figueredo y Matthew Sarraf)
- Life history evolution : a biological meta-theory for the social sciences. Palgrave Macmillan. 2018. ISBN 978-3319901244. (Junto a Aurelio Figueredo, Steven Hertler, Mateo Peñaherrera-Aguirre y B. F. Heitor)
- At our wit's end: why we're becoming less intelligent and what it means for the future. Imprint Academic. 2018. ISBN 978-1845409852. (Junto a Edward Dutton)